# 珞瓦新村
珞瓦新村，是中华人民共和国西藏自治区山南市隆子县扎日乡南部的一个行政村。距离扎日乡7km，隆子县220km，在麦克马洪线南6km处。
村庄总用地面积12389.67㎡，总建筑面积18014 .08㎡（含住宅14549.80㎡、公建3464.28㎡），共43栋一至二层住宅楼，预计有98户362人在这里搬迁入住。二期项目还包含村西部蔬菜温室大棚、竹器、藏香加工厂，北部幼儿园、警务室、村卫生室等公共建筑。

## 交通
|  |

有乡道（扎日至形穷普张边防公路）经都如古冬、朗久、金谷塘通往扎日乡，在扎日乡通过 219国道与外部相连。

## 地形和资源
珞瓦新村地处高山峡谷地带，西高东低，群山环绕，海拔约2730米左右。洛河流经村旁，村庄沿河谷呈块状分布，地势大部分较平坦。森林资源较丰富，植被茂密，其中竹资源尤为优良。

## 历史
2019年4月，珞瓦新村项目开始设计。
2020年12月15日，珞瓦新村搬迁安置点建设项目顺利通过竣工验收，正式投用。
2022年7月21日，十一世班禪前往安置村调研，夹道欢迎的信教群众频频躬身祈祷。在本次視察中，班禪观看珞瓦新村建设展板和村民小康房，了解珞瓦新村搬迁情况，以及守边固边、兴边富边、基础设施条件改善、乡村振兴实施和群众生产生活、产业发展、生态建设等情况。調研結束前，班禪为村口列队欢送的信教群众一一摸顶赐福，并给村内所有信教群众送上了经过加持的金刚结、法相照片和像章。